# ممالك كوريا الثلاث البدائية

الممالك البدائية

ممالك كوريا الثلاث البدائية (بالهانغل: 원삼국시대 | بالهانجا: 原三國時代) هو مصطلح يشير إلى الفترة التي بدأت من 300 أو 400 قبل الميلاد وخلالها سقطت غوجوسون إلى 300 بعد الميلاد وتحول غوغوريو، وبايكتشي، وشلا إلى ممالك مكتملة.
المصطلح هو تقسيم فرعي لعصر ممالك كوريا الثلاث. هذا العصر الذي يمتد في القرون الميلادية الثلاث الأولى، يعتبر العصر الحديدي في كوريا، كما يسمى أحياناً بفترة سامهان، والذي يشير إلى الكونفدراليات الثلاث التي نشأت في وسط وجنوب شبه الجزيرة الكورية.
خلال هذا العصر استطاعت بايكتشي وشلا السيطرة على سامهان، كما استطاعت غوغوريو التوسع في الشمال، مدمرة بذلك مقاطعة ليلانغ آخر مقاطعات الصين العسكرية.

## الدول في هذه الفترة
- بيو (دونغ بيو، بك بيو).
- غوغوريو.
- أوكجو (دونغ أوكجو، بك أوكجو).
- دونغ يي.
- سامهان (ماهان، جنهان، بيونهان).
- بايكتشي (دولة بايغتشي أو دولة سبجي).
- شلا (دولة سارو).

## التاريخ
عندما هزمت غوجوسون على يد سلالة هان الصينية في سنة 108 قبل الميلاد، سيطرت دول بيو، وغوغوريو، وأوكجو، ودونغ يي وغيرها من الدويلات على المناطق الشمالية من شبه جزيرة كوريا بالإضافة إلى منشوريا. يعود تاريخ تأسيس غوغوريو التقليدي إلى سنة 37 قبل الميلاد ولكنها ذكرت في السجلات الصينية في سنة 75 قبل الميلاد أو حتى في القرن الثاني قبل الميلاد. أنشأت الصين أربع مقاطعات عسكرية في أراضي غوجوسون السابقة ولكن ثلاث منها سقطت أمام المقاومة الكورية. استطاعت غوغوريو في نهاية الأمر السيطرة على الدول المجاورة وتدمير المقاطعة الصينية الأخيرة في 313.
في الجنوب سقطت دولة جن، والتي لا يعرف الكثير عنها، ليأتي بعدها ثلاث كونفدراليات هي كونفدرالية جنهان، وكونفدرالية بيونهان، وكونفدرالية ماهان والتي عرفت باسم سامهان. أسست بايكتشي في 18 قبل الميلاد على أراضي ماهان وبدأت بالاستيلاء على بقية الأراضي المجاورة. أسست شلا باتحاد ست عشائر على أراضي جنهان سنة 57 قبل الميلاد تقريباً، مع أن احتمالية نشأتها في وقت لاحق كبير. بيونهان سقطت على يد كونفدرالية غايا والتي سقطت بدورها على يد شلا.
بسبب استمرارية نشأة الدول في هذه الفترة، فإن معظم المؤرخين يعتبرون الممالك الثلاث نشأت بعد سقوط غوجوسون، مع أن الممالك الثلاث لم تسيطر على شبه الجزيرة الكورية إلا بالقرب من سنة 300.

## ثقافة الحديد
السمة المهمة في هذا العصر هي الاستخدام المنتشر للمصنوعات الحديدية من أجل الاستخدامات اليومية بالإضافة للفخاريات الرمادية.
تنتمي المكتشفات الأثرية لهذا العصر إلى ناكرانغ وغوغوريو في الشمال، وسامهان في الجنوب. استخدم البرونز والحديد، والحديد وجد في مواقع تجمعات الهياكل على الشاطئ الجنوبي.
عثر على العديد من أمثلة القطع الأثرية من ثقافة الخنجر البرونزي الكوري، وبعضها من ثقافة هان الصينية، وثقافات السهوب الشمالية معاً في المواقع الأثرية في هذه المنطقة، والذي يشير إلى تفاعلات بين هان الصينية وغيرها من المناطق الأثرية.
مكن دخول تقنية الحديد إلى كوريا تصنيع واستخدام الأسلحة والأدوات الزراعية لتصبح أقوى وأحد، مما أدى لتكامل سياسي متسارع بالإضافة إلى تركز السلطة والثروة.

## التجارة
وثقت التجارة في «حوليات الممالك الثلاث» في سجلات الممالك الثلاث، والذي نص على أن الحديد من حوض نهر ناكدونغ كان يصدر إلى لولانغ واي في اليابان. يستدل على الاتصال مع الثقافات في جنوب حوض نهر ناكدونغ بالأدلة الأثرية من الصين وواي ومنشوريا.
في الجزء الجنوبي من شبه الجزيرة الكورية، عثر على مرايا برونزية صينية، وأوعية برونزية للشعائر ذات أرجل ثلاث، وأبازيم برونزية، وعملات صينية في العديد من الأماكن ككوم الهياكل والمقابر. من أمثلة الأعمال الفنية من المقاطعات الشمالية هي أوعية فو البرونزية، الأبازيم على شكل النمر وعلى شكل الخيل. الأدوات من واي تضم فخار يايوي، وجرار الأكفان، والحراب البرونزية، والمطرد البرونزي.

## وصلات خارجية
- قاموس مصطلحات الآثار، ووردسميث.

| سبقه غوجوسون مملكة جن | تاريخ كوريا 300 قبل الميلاد إلى 300 بعد الميلاد | تبعه ممالك كوريا الثلاث |